# Theridion patrizii
Theridion patrizii là một loài nhện trong họ Theridiidae.
Loài này thuộc chi Theridion. Theridion patrizii được Lodovico di Caporiacco miêu tả năm 1933.